# Антон Гесінк
Антон Гесінк (нід. Anton Geesink; нар. 6 квітня 1934 — 27 серпня 2010) — нідерландський дзюдоїст, олімпійський чемпіон 1964 року, чемпіон світу та Європи.

## Виступи на Олімпіадах
| Олімпіада  | Дисципліна    | Місце |
| ---------- | ------------- | ----- |
| Токіо 1964 | відкрита вага | 1     |